# BulNet
Byłgarskijat WordNet (bułg. Българският WordNet), BulNet – bułgarska bogata baza leksykalno-semantyczna, opracowana przez sekcję lingwistyki komputerowej Instytutu Języka Bułgarskiego Bułgarskiej Akademii Nauk.
BulNet jest stworzony w ramach europejskiego projektu BalkaNet – wielojęzycznej sieci semantycznej bałkańskich języków, która koncentruje się na budowie synchronicznych baz danych dla języków bałkańskich: bułgarskiego, serbskiego, greckiego, rumuńskiego i tureckiego oraz na rozbudowie czeskiej leksykalno-semantycznej sieci.
Bułgarska sieć semantyczna posiadała w 2013 około 50 000 synonimów podzielonych na dziewięć części mowy: rzeczowniki, czasowniki, przymiotniki, przysłówki, zaimki, przyimki, spójniki, cząstki i wykrzykniki. Słowa zawarte w bułgarskim WordNet są wybierane różnymi kategoriami.